# Damián Luna
Damián Oscar Luna (Buenos Aires, 21 febbraio 1985) è un ex calciatore argentino, di ruolo centrocampista.

## Carriera
Ha giocato nella prima divisione argentina, in quella cilena, in quella uruguaiana, in quella peruviana ed in quella honduregna, oltre che nella seconda divisione brasiliana ed in quella greca.